# تشارلز ويجيليوس
تشارلز ويجيليوس (بالإنجليزية: Charles Wegelius) مواليد 26 أبريل 1978 في إسبو، هو دراج إنجليزي سابق في صنف سباق الدراجات على الطريق. سبق أن شارك في دورة الألعاب الأولمبية الصيفية.

## روابط خارجية
- تشارلز ويجيليوس على موقع الاتحاد الدولي للدراجات (الإنجليزية)
- تشارلز ويجيليوس على موقع أرشيف الدراجات (الإنجليزية)
- تشارلز ويجيليوس على موقع إحصائيات الدراجات الإحترافية (الإنجليزية)
- تشارلز ويجيليوس على موقع نسبة الدراجات (الإنجليزية)
- تشارلز ويجيليوس على موقع CycleBase (الإنجليزية)
- تشارلز ويجيليوس على موقع أوليمبيديا (الإنجليزية)
- تشارلز ويجيليوس على موقع اللجنة الأولمبية البريطانية (الإنجليزية)
- تشارلز ويجيليوس على موقع اتحاد ألعاب الكومنولث (مؤرشف) (الإنجليزية)
- Charlie Wegelius Profile